# Puxian Wannu
 (mars 2025).
Púxiān Wànnú (chinois traditionnel : 蒲鮮萬奴 ; chinois simplifié : 蒲鲜万奴 ; Wade : P'u-hsien Wan-nu) était un seigneur de guerre Jürchen qui fonda l'éphémère dynastie des Xia orientaux dans la Chine du XIIIe siècle

## Biographie
Il servit tout d'abord dans la dynastie Jin qui était en déclin à cause de la pression de l'Empire mongol. Alors que les Mongols de Gengis Khan envahissaient Jin, un chef Khitan, Yelü Liuge (耶律留哥), se révolta contre la dynastie au Liaodong en 1211 et prit contact avec l'Empire mongol l'année suivante. En 1214, Jin envoya Puxian Wannu au Liaodong, mais il fut vaincu dans les environs Kaiyuan. Tandis que le général Mukhali de l'Empire mongol envahissait le nord de la Chine, Puxian Wannu se rebella contre Jin et fonda le royaume Dazhen (大眞) à Dongjing (Liaoyang) en 1215. Il adopta le titre de Tianwang (天王 lit. Roi du paradis) et nomma son époque Tiantai (天泰).
À la suite d'un conflit interne dans les Liao orientaux, Yelü Liuge fut expulsé et chercha le soutien de Gengis. Les Khitans reçurent une contre-attaque de Jin et s'enfuirent vers Goryeo sans autorisation. Puxian Wannu capitula devant l'armée de Mukhali et envoya son fils Tege (chinois traditionnel : 鐵哥 ; chinois simplifié : 铁哥 ; pinyin : Tiěgē) en otage en 1216. Cependant, il se révolta peu après et s'enfuit vers une île tandis que l'armée mongole envahissait Liaoxi et le Liaodong.
En 1217, il quitta Dongjing pour s'installer dans le bassin de la rivière  Tumen, peut-être pour éviter les oppressions mongoles et Jin. Il nomma de nouveau son royaume Xia orientaux ou Dongxia (东夏/東夏), établit la capitale autour de Yanji et l'appela Nanjing (南京 littéralement : « Capitale du Sud »). Son domaine s'étendait au nord jusqu'aux monts Laoyeling, au sud jusqu'à Hamgyŏngnamdo dans l'actuelle Corée du Nord, à l'est jusqu'à la mer du Japon et à l'ouest jusqu'aux monts Zhangguangcailing, correspondant aux frontières de la Chine, de la Russie et de la Corée du Nord d'aujourd'hui.
Il semble alors s'être à nouveau soumis à l'Empire mongol. En 1218, les armées mongoles et celles des Xia orientaux firent intrusion conjointe dans Goryeo pour soumettre les restes Khitan. Goryeo se joignit également à la campagne et les Khitans furent exterminés. L'armée mongole s'est retirée après avoir établi une relation « fraternelle » avec Goryeo. Des officiers mongols accompagnés de délégués des Xia de l'Est sont venus à Goryeo pour exiger un hommage.
En 1222, Puxian Wannu se révolta à nouveau contre l'Empire mongol tandis que Gengis Khan entreprit une expédition vers l'ouest. Depuis que Goryeo a rejeté sa demande d'ouverture de comptoirs commerciaux à la frontière, il a envahi Goryeo à plusieurs reprises. En 1233, le fils d'Ögedei, Güyük, attaqua les Xia orientaux avec une armée importante et captura Puxian Wannu. Wannu a été exécuté par décapitation après sa capture, et le Xia oriental s'est effondré presque immédiatement après. 
Avec la disparition de Puxian Wannu, les restes de Jürchen en Mandchourie se rendirent, ce qui entraîna par la suite près de deux cents ans de domination mongole en Mandchourie. La dynastie Jin fut renversée l’année suivante.